# Kampelička
Kampelička (deutsch Kampeldörfel) ist eine Einschicht der Gemeinde Bohušov (Füllstein) in Tschechien. Sie liegt fünf Kilometer südlich von Osoblaha (Hotzenplotz) und gehört zum Okres Bruntál. 

## Geographie
Kampelička befindet sich am Rande der Zlatohorská vrchovina (Zuckmanteler Bergland) in der Jindřichovská pahorkatina (Hennersdorfer Hügelland) am Südufer des vom Karlovský potok gespeisten Teiches Bohušovský rybník im Tal der Osoblaha (Ossa), der östlich die Lužná (Roßwalder Bach) und der Karlovský potok zufließen. Im Osten erhebt sich der Dubský kopec (Eichberg, 284 m. n.m.), südlich der Na Vrchu (291 m. n.m.). Einen halben Kilometer östlich verläuft die Schmalspurbahn Třemešná ve Slezsku–Osoblaha.
Nachbarorte sind Tošovice (Taschenberg) und Osoblaha im Norden, Lesní Mlýn (Buschmühle) und Bohušov im Nordosten, Dubský Mlýn (Eichmühle) und Ostrá Hora (Schärfenberg) im Osten, Koberno (Kawarn) im Südosten, Kobernský Mlýn (Kawarner Mühle) und Ves Rudoltice (Dorf Roßwald) im Süden, Amalín (Amalienfeld) und Grundek (Grundeck) im Südwesten, Dolní Povelice (Nieder Paulowitz) im Westen sowie Sádek (Zottig) und Karlov (Karlsdorf) im Nordwesten.

## Geschichte
Die erste Erwähnung des zum bischöflichen Lehngut Füllstein gehörigen Weilers Kampeldörfel erfolgte 1716. Besitzer war zu dieser Zeit Carl Joseph von Hoditz und Wolframitz. Diesem folgte 1741 Isidor von Hoditz und ab 1764 dessen Bruder Albert Joseph von Hoditz. Letzterer vereinigte das Lehngut Füllstein mit weiteren Familiengütern zur Herrschaft Roßwald. Im Jahre 1771 wurde der Weiler als Kampldorf bezeichnet. Nach dem Konkurs und Tod des Gutsbesitzers Albert Joseph von Hoditz wurde die 1778 an das Bistum Olmütz heimgefallene und überschuldete mährische Lehnsherrschaft Roßwald unter landesherrliche Verwaltung gestellt. Ab 1780 amtierte der neu ernannte Oberdirektor der mährisch-schlesischen Staatsgüter, Hofrat Anton Kaschnitz zu Weinberg, als Zwangsverwalter der Herrschaft Roßwald. Aus den Verkaufserlösen von der Gründung von sieben Kolonien konnte Kaschnitz die Herrschaft Roßwald sanieren und 1790 wieder an Erzbischof Anton Theodor von Colloredo übergeben, der sie 1791 an Carl Czeike von Badenfeld verkaufte. Kampeldörfel war immer zu Füllstein konskribiert, das auch der Pfarr- und Schulort war. Der Weiler war Teil der großen mährischen Enklave Hotzenplotz. Bis zur Mitte des 19. Jahrhunderts gehörte Kampeldörfel zur Lehnsherrschaft Roßwald.
Nach der Aufhebung der Patrimonialherrschaften bildete Kampeldörfel ab 1849 eine Ansiedlung der Gemeinde Füllstein im Gerichtsbezirk Hotzenplotz. Ab 1869 gehörte der Weiler zum Bezirk Jägerndorf. Nach dem Ende des Ersten Weltkrieges 1918 wurde Kampeldörfel Teil der neugegründeten Tschechoslowakei. Beim Zensus von 1921 wurde Kampeldörfel als Häusergruppe von Füllstein mit keinen separaten Daten erfasst. Nach dem Münchner Abkommen wurde der Ort im Herbst 1938 dem Deutschen Reich zugesprochen und gehörte bis 1945 zum Landkreis Jägerndorf. Nach dem Ende des Zweiten Weltkrieges wurde Kampeldörfel 1945 wieder Teil der Tschechoslowakei. Die deutschsprachige Bevölkerung wurde 1946 fast vollständig vertrieben. Der verlassene Weiler erhielt den Namen Kampelička. Im Jahre 1961 wurde Kampelička in den Okres Bruntál umgegliedert. In der zweiten Hälfte des 20. Jahrhunderts erfolgte der Abriss fast aller Häuser. Eines der beiden erhaltenen Häuser wurde saniert und wird heute als Ferienhaus Fíkova bouda mit 17 Betten genutzt.

## Ortsgliederung
Kampelička gehört zum Ortsteil Bohušov und ist auch Teil des gleichnamigen Katastralbezirks.